# Udhavn
En udhavn er mindre havn direkte ved havet (i modsætning til en havn inde i fjord, vig osv.) eller fjernt fra en købstad, toldsted og lignende; også havn for en inde i landet liggende by eller udførsels-, udskibningshavn for et område.
Hjarbæk ved Limfjorden var udhavn for Viborg, mens Frederikssund ved Roskilde Fjord var udhavn for Slangerup.
Benævnelsen udhavn har ikke i Danmark haft officielt præg på samme måde som uthavn på norsk. Geografen Viggo Hansen bruger benævnelserne udskibningssted om sådanne steder, som betjente herregårde eller landsbyer og ladeplads (ældre dansk: ladested) om sådanne steder, som betjente en købstad i indlandet. Ligeledes var der stor forskel på danske og norske udhavne, idet de danske udhavne var omladningssteder til købstæder i indlandet eller med dårlige besejlingsforhold, mens de norske udhavne oprindeligt var nødhavne nær sejlruten med godt læ og gode opankringsmuligheder, hvor sejlskibene søgte ind ved dårligt vejr, ved havari eller for at hente sig proviant og lignende.